# ボネッタ・フラワーズ

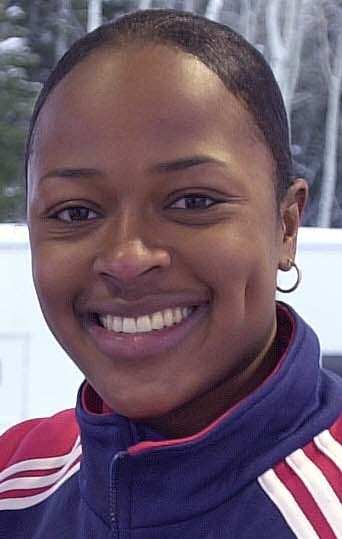
ボネッタ・フラワーズ

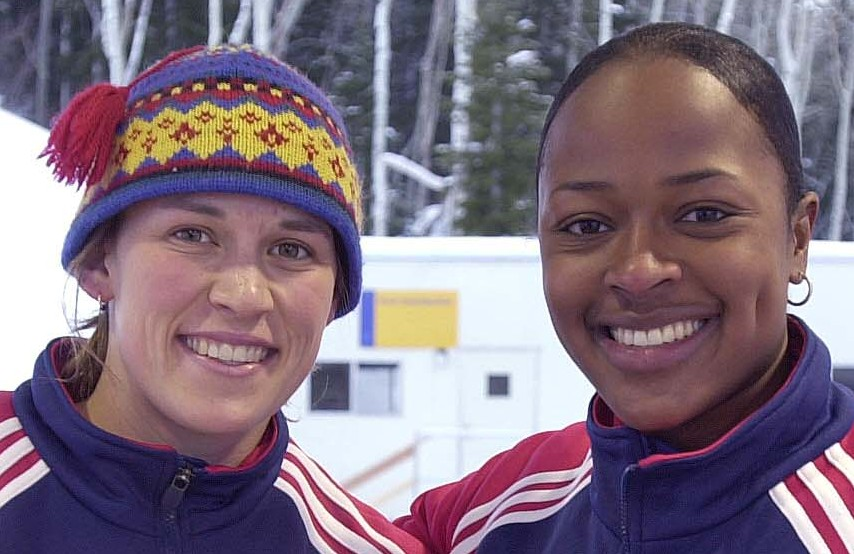
ジル・バッケンとボネッタ・フラワーズ

ボネッタ・フラワーズ（Vonetta Flowers, 1973年10月29日 - ）は、アメリカ合衆国アラバマ州バーミングハム出身の女子ボブスレー選手。冬季オリンピック初の黒人金メダリスト。

## 経歴
アラバマ大学バーミングハム校時代は陸上の短距離と走幅跳で活躍。夏季オリンピック出場を目指していたが代表になれず、2000年にボブスレーに転向した。
2002年ソルトレークシティオリンピックから採用された新種目ボブスレー女子2人乗りにジル・バッケンとのコンビで出場し優勝。冬季オリンピック初の黒人金メダリストとなった。
大会後の2002年8月30日に双子の男の子を出産するが、出産から5週間後に新しいパートナージーン・プラームとのコンビで練習を再開。2004年の世界選手権では銅メダルを獲得した。
2連覇を狙って出場した2006年トリノオリンピックで6位に終わり、大会後に引退した。